# Pseudocypraea adamsonii
Pseudocypraea adamsonii là một loài ốc biển, là động vật thân mềm chân bụng sống ở biển trong họ Pediculariidae.